# Obac d'Erinyà
L'Obac d'Erinyà, és una obaga del terme municipal de Conca de Dalt, al Pallars Jussà, a l'antic terme de Toralla i Serradell, en el territori del poble d'Erinyà.
Està situada al sud-oest d'Erinyà, a la dreta del riu de Serradell, al nord de lo Tossalet. És a migdia de la partida del Riu d'Aparici. A l'extrem oriental hi ha l'ermita de Santa Maria de l'Obac, i creua aquest obac el Camí de l'Obac.